# Francisco de Zurbarán

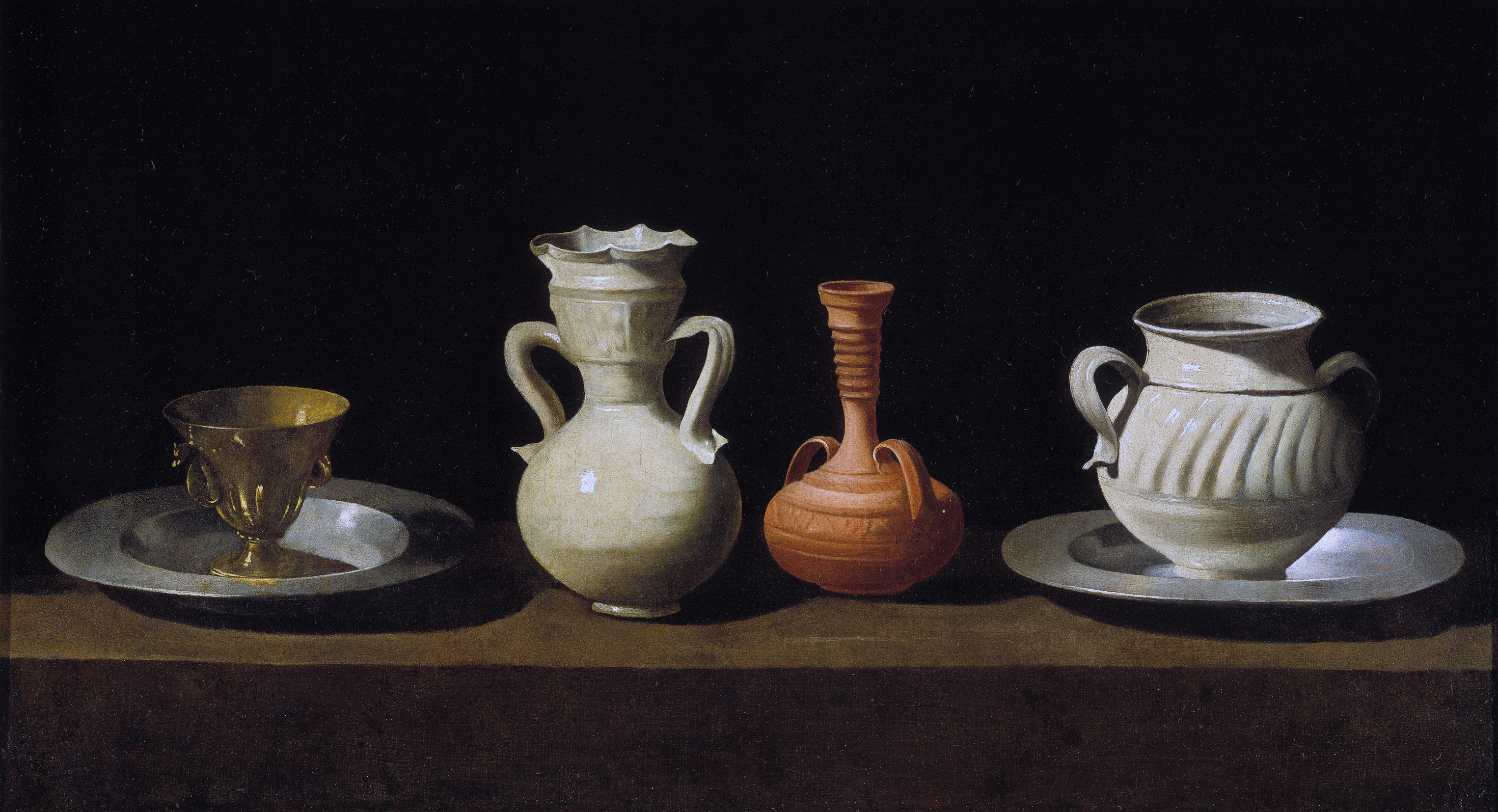
Francisco de Zurbarán, Bodegon, Museu do Prado, Madrid.

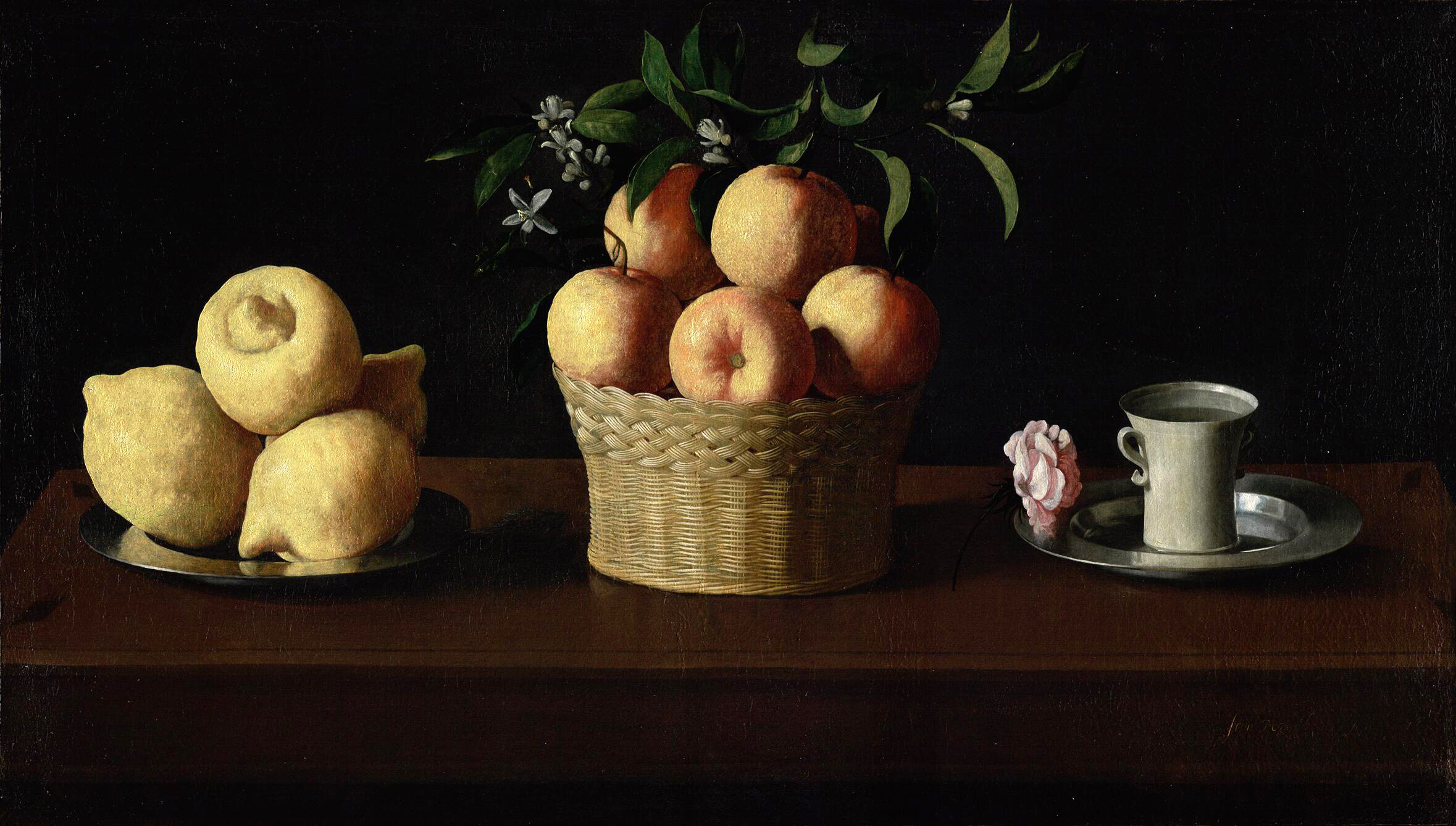
Natureza-Morta com Limões, Laranjas e uma Rosa

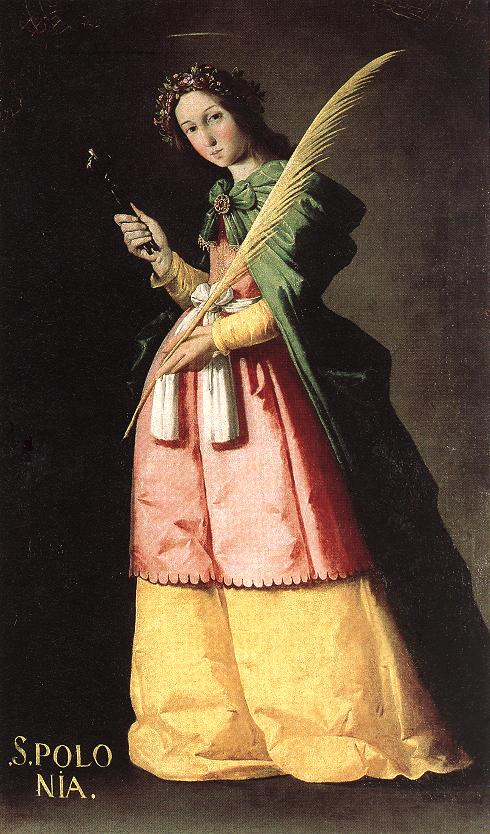
Francisco de Zurbarán, Santa Apolónia

Francisco de Zurbarán (Fuente de Cantos, Badajoz, 7 de novembro de 1598 — Madrid, 27 de agosto de 1664) foi um genial pintor do Barroco espanhol. Tal como Pedro Díaz de Villanueva, Bartolomé Esteban Murillo, José de Ribera e Diego Velázquez, este artista transmite na sua obra, com sublimes técnica e temas, quase inalteráveis durante toda a sua vida, a notável influência do chamado El Siglo de Oro nas artes, não só em Espanha como em toda a Europa.

## Vida
Zurbarán nasceu em 1598 em Fuente de Cantos, Extremadura; ele foi batizado em 7 de novembro daquele ano.  Seus pais eram Luis de Zurbarán, um armarinho, e sua esposa, Isabel Márquez. Na infância, ele começou a imitar objetos com carvão. Em 1614, seu pai o enviou a Sevilha para ser aprendiz por três anos de Pedro Díaz de Villanueva, um artista de quem muito pouco se sabe. O primeiro casamento de Zurbarán, em 1617, foi com María Paet, nove anos mais velha. María morreu em 1624 após o nascimento de seu terceiro filho. Em 1625 casou-se novamente com a rica viúva Beatriz de Morales. Em 17 de janeiro de 1626, Zurbarán assinou um contrato com o prior do mosteiro dominicano San Pablo el Real em Sevilha, concordando em produzir 21 pinturas em oito meses.  Quatorze das pinturas retratavam a vida de São Domingos; os outros representavam São Boaventura, São Tomás de Aquino e os quatro Doutores da Igreja. Esta comissão estabeleceu Zurbarán como pintor. Em 29 de agosto de 1628, Zurbarán foi contratado pelos Mercedários de Sevilha para produzir 22 pinturas para o claustro de seu mosteiro. Em 1629, os Anciãos de Sevilha convidaram Zurbarán a se mudar permanentemente para a cidade, pois suas pinturas haviam ganhado uma reputação tão alta que ele aumentaria a reputação de Sevilha. Ele aceitou o convite e mudou-se para Sevilha com sua esposa Beatriz de Morales, os três filhos de seu primeiro casamento, uma parente chamada Isabel de Zurbarán e oito criados. Em maio de 1639, sua segunda esposa, Beatriz de Morales, morreu.
Por volta de 1630 foi nomeado pintor de Filipe IV, e há uma história de que em uma ocasião o soberano colocou a mão no ombro do artista, dizendo "Pintor do rei, rei dos pintores".  Depois de 1640, seu estilo austero, duro e duro foi desfavoravelmente comparado à religiosidade sentimental de Murillo e a reputação de Zurbarán declinou. A partir do final da década de 1630, a oficina de Zurbarán produziu muitas pinturas para exportação para a América do Sul. Jacó e seus doze filhos, uma série que retrata o patriarca Jacó e seus 12 filhos, parece ter sido voltada para o mercado da América do Sul, mas os originais foram adquiridos para o Castelo de Auckland em Bishop Auckland, Co. Durham, Inglaterra.
Em 7 de fevereiro de 1644, Zurbarán casou-se pela terceira vez com outra viúva rica, Leonor de Torder. Foi somente em 1658, no final da vida de Zurbarán, que ele se mudou para Madri em busca de trabalho e renovou seu contato com Velázquez. O mito popular diz que Zurbarán morreu na pobreza, mas em sua morte o valor de sua propriedade era de cerca de 20 000 real.

## Estilo
Não se sabe se Zurbarán teve a oportunidade de ver as pinturas de Caravaggio, apenas que seu trabalho apresenta um uso semelhante de claro-escuro e tenebrismo (iluminação dramática). O pintor considerado por alguns historiadores da arte como tendo tido a maior influência em suas composições caracteristicamente severas foi Juan Sánchez Cotán. A escultura policromada - que na época do aprendizado de Zurbarán havia atingido um nível de sofisticação em Sevilha que superava o dos pintores locais - forneceu outro modelo estilístico importante para o jovem artista; o trabalho de Juan Martínez Montañés é especialmente próximo do espírito de Zurbarán.
Ele pintou suas figuras diretamente da natureza e fez grande uso da figura leiga no estudo de cortinas, nas quais era particularmente proficiente. Ele tinha um dom especial para cortinas brancas; como consequência, as casas dos cartuxos de vestes brancas são abundantes em suas pinturas. Diz-se que Zurbarán aderiu a esses métodos rígidos ao longo de sua carreira, que foi próspera, totalmente confinada à Espanha e variada por poucos incidentes além daqueles de seu trabalho diário. Seus temas eram principalmente vigílias religiosas severas e ascéticas, o espírito castigando a carne em sujeição, as composições muitas vezes reduzidas a uma única figura. A "incapacidade ou possivelmente desprezo pela narrativa" de Zurbaran torna as ações retratadas em suas composições difíceis de interpretar sem conhecimento prévio do assunto.  O estilo é mais reservado e castigado do que o de Caravaggio, o tom de cor muitas vezes bastante azulado. Efeitos excepcionais são alcançados pelos primeiros planos com acabamento preciso, concentrados em grande parte em luz e sombra. Os planos de fundo geralmente são inexpressivos e escuros. Zurbaran teve dificuldade em pintar o espaço profundo; Quando configurações internas ou externas são representadas, o efeito é sugestivo de cenários de teatro em um palco raso. O historiador de arte Julián Gállego sugere que o treinamento inicial de Zurbarán "pode tê-lo deixado com um gosto pela composição maneirista ... com os móveis e acessórios colocados na inclinação" em um espaço ambíguo desprovido de perspectiva unitária.  As contradições resultantes foram comparadas ao cubismo pela forma como cada objeto é representado isoladamente.  Segundo José Camón Aznar, "Zurbarán conseguiu fazer graça de sua falta de jeito".
As últimas obras de Zurbarán, como o São Francisco (c. 1658–1664; Alte Pinakothek) mostram a influência de Murillo e Ticiano em suas pinceladas mais soltas e contrastes mais suaves.

## Obras
Os Doze Apóstolos (1633, série de doze pinturas), no Museu Nacional de Arte Antiga, em Lisboa